# Pablo Bustinduy
Pablo Bustinduy Amador (ur. 19 marca 1983 w Madrycie) – hiszpański polityk i politolog, poseł do Kongresu Deputowanych, od 2023 minister.

## Życiorys
Syn polityk Ángeles Amador. Ukończył politologię i administrację na Uniwersytecie Complutense w Madrycie. Kształcił się również w Instytucie Nauk Politycznych w Paryżu. Ukończył studia doktoranckie z filozofii w nowojorskiej The New School for Social Research. Pracował jako wykładowca filozofii na Fairfield University i SUNY. Zajmował się też tłumaczeniami i publicystyką.
Zaangażował się w działalność polityczną w ramach ugrupowania Podemos. Był sekretarzem tego ugrupowania do spraw stosunków międzynarodowych. W 2015 po raz pierwszy uzyskał mandat posła do Kongresu Deputowanych, w przedterminowych wyborach w 2016 z powodzeniem ubiegał się o reelekcję. W 2019 miał otwierać listę swojej formacji w wyborach europejskich, jednak zrezygnował z kandydowania w marcu tegoż roku. W 2023 dołączył do ruchu politycznego Sumar Yolandy Díaz. W listopadzie tego samego roku objął urząd ministra ds. praw socjalnych, konsumentów i Agendy 2030 w trzecim rządzie Pedra Sáncheza.